# 658398 Lufonds
658398 Lufonds este o planetă minoră (asteroid) din centura de asteroizi. A fost descoperită pe 29 iulie 2008 la Baldone⁠(d) de . 
Obiectul prezintă o orbită caracterizată de o semiaxă mare de 2,6995604786754 UAi, o excentricitate de 0,13176295111231, o înclinație de 4,984117481369 ° în raport cu ecliptica.